# Cristopher Toselli
Cristopher Benjamín Toselli Ríos (Antofagasta, 15 de junio de 1988) es un futbolista profesional chileno que se desempeña como guardameta y actualmente milita en Universidad de Chile de la Primera División de Chile. Además, fue internacional absoluto con la selección de fútbol de Chile, con la que se consagró campeón de Copa América en 2016.
Destacó durante la Copa Mundial de Fútbol Sub-20 de 2007 realizada en Canadá siendo titular de la Selección juvenil de Chile que obtuvo el tercer lugar en dicho torneo. En ese mundial, marcó un récord al mantenerse imbatido por más de 492 minutos, récord que permaneció vigente hasta el Mundial Sub-20 de 2011 donde el portugués Mika mantuvo a cero su portería durante 570 minutos.

## Carrera

### Universidad Católica
Formado en la cantera de Universidad Católica, ascendió al equipo adulto en 2006, pero recién debutó oficialmente el 25 de noviembre de 2007 frente a Coquimbo Unido donde el equipo cruzado goleó a Coquimbo Unido por 3 a 0 en San Carlos de Apoquindo. Se convierte en uno de los jugadores con más campeonato ganados en la historia del club, con ocho campeonatos, junto a Mario Lepe y Chapa Fuenzalida. Es el único arquero de la Universidad Católica con ocho campeonatos ganados.
Tras su participación en el mundial, fue homenajeado como "vecino ilustre" por la municipalidad de Lo Barnechea, mientras que la de Antofagasta le entregó las llaves de la ciudad y lo condecoró como "hijo ilustre". Además, fue considerado como uno de los 100 líderes jóvenes según un informe realizado por El Mercurio y la Universidad Adolfo Ibáñez y recibió el premio a "Deportista + BKN" en los BKN Awards 2007, premiación realizada sobre la base de votación popular de niños y jóvenes.
En el Torneo Apertura 2009, luego de la salida de José María Buljubasich de la tienda cruzada y una ardua pelea codo a codo con Paulo Garcés, se consagró como el arquero titular de Católica, con brillantes participaciones y siendo fundamental en el equipo, hasta el momento su más notable actuación fue en un partido ante Colo-Colo en el Estadio Monumental por la fecha 8 del Apertura, donde atajo pelotas increíbles y le dio a la postre una victoria al conjunto de la franja.
Tras haber disputado el Torneo Esperanzas de Toulon de 2009 sufrió una lesión que lo dejó aproximadamente 6 meses fuera de las canchas por una rotura de ligamentos cruzado en la rodilla derecha, quedando el puesto de titular a cargo de Paulo Garcés. En 2010 regresa a jugar pero esta vez teniendo que disputar el puesto de titular que anteriormente había ganado. En el año 2010 termina como arquero titular indiscutido, logrando actuaciones espectaculares siendo uno de los baluartes para lograr el campeonato y el paso a la Copa Libertadores 2011.

Durante el año 2011 tuvo altos y bajos, pero terminó siendo el arquero titular, sobresaliendo su gran partido frente a Universidad de Chile, lo que significó la clasificación de Universidad Católica a la Copa Sudamericana 2011. El año 2011 es el año donde se destaca como uno de los mejores arqueros chilenos, siendo uno de los principales referentes de su actual equipo Universidad Católica. En 2012 se vuelve el segundo capitán del equipo y referente de la institución cruzada, consagrándose como uno de los mejores arqueros del medio nacional.

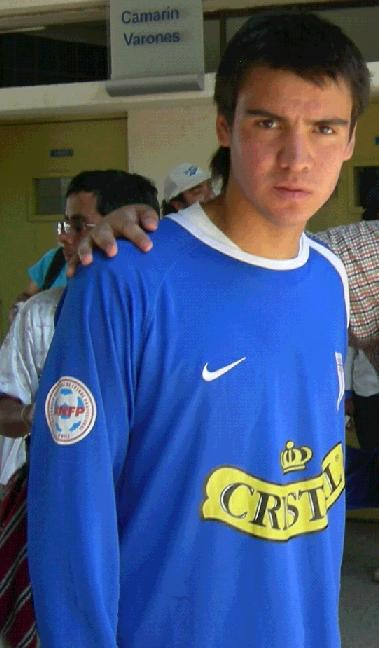
Toselli con el buzo de la Católica

En noviembre de 2012, Toselli llega con Universidad Católica a semifinales de Copa Sudamericana de ese año, teniendo actuaciones notables y siendo considerado la principal figura de aquella campaña de los "cruzados". Incluso el arquero Rogério Ceni de Sao Paulo FC elogió su tremendo rendimiento diciendo "Es el mejor arquero que vi en años". Durante el año 2012 se convierte en uno de los mejores arqueros de Chile además de uno de los mejores arqueros de la Copa Sudamericana 2012, siendo el principal referente de su equipo Universidad Católica.
En 2013 muchos medios lo consideran como el mejor arquero del año, destacando sus participaciones en todos los torneos que disputó U. Católica dicho año, lo que le vale el reconocimiento como mejor jugador del año por el Círculo de Periodistas Deportivos de Chile, y el premio como mejor portero del año por el diario El Gráfico.
En 2016 lograría con el equipo cruzado el Torneo Clausura 2016, la Supercopa de Chile y el bicampeonato del fútbol Chileno al ganar el Torneo Apertura 2016.

### Cesiones múltiples
En diciembre de 2017, se anuncia su marcha de Universidad Católica tras 10 años, siendo cedido al Atlas de México. Tras arrancar como titular, pierde espacio en la titularidad, y termina siendo desechado por los Zorros. Tras no tener cabida en Católica debido al buen nivel de Matías Dituro, en julio de 2018 es anunciada su cesión a Everton de Chile para reemplazar a los lesionados Franco Torgnascioli y Eduardo Lobos.

### Regreso a la UC
En 2019 regresa a la UC, siendo suplente en la consecución del bicampeonato de 2019 y 2020, como suplente de Matías Dituro. 

### Nuevas Cesiones
Para la temporada 2021, nuevamente es cedido, esta vez a Palestino por expresa petición del entrenador del conjunto tetracolor José Luis Sierra.
Tras volver de su cesión al cuadro árabe, en enero de 2022 es anunciada una nueva cesión, a Central Córdoba (SdE) de la Primera División de Argentina.

### Universidad de Chile
Luego de volver a la UC y no ser renovado su contrato, en enero de 2023 se anuncia a Toselli como nuevo arquero de Universidad de Chile por toda la temporada 2023.
Su debut es ante Deportes Copiapó  el 19 de marzo, entrando por Cristóbal Campos en el entretiempo.
A mitad de año 2023 le ganaría el puesto a Cristóbal Campos siendo titular gran parte del segundo semestre.
En 2024 tendría apariciones en los amistosos con, Unión Española, Universidad Católica, Huachipato, sin embargo quedaría relegado a la banca por la llegada del portero Gabriel Castellón, por esa razón jugaría solo 5 partidos todos en Copa Chile.
Por su liderazgo sería renovado en 2025 por un año.

## Selección nacional

### Categorías menores

#### Sudamericanos
En 2005 fue nominado por Jorge Aravena para disputar el Sudamericano Sub-17 de 2005 en Venezuela, en el que compartió equipo con jugadores como Mauricio Isla o Alexis Sánchez. Comenzaron bien al vencer a la selección colombiana por 1-0 y después 3-0 a Perú, pero después perdieron 2-3 contra Argentina y por 0-4 contra Uruguay finalizando en el tercer lugar del Grupo B con 6 puntos y no pudiendo clasificar al cuadrangular final.

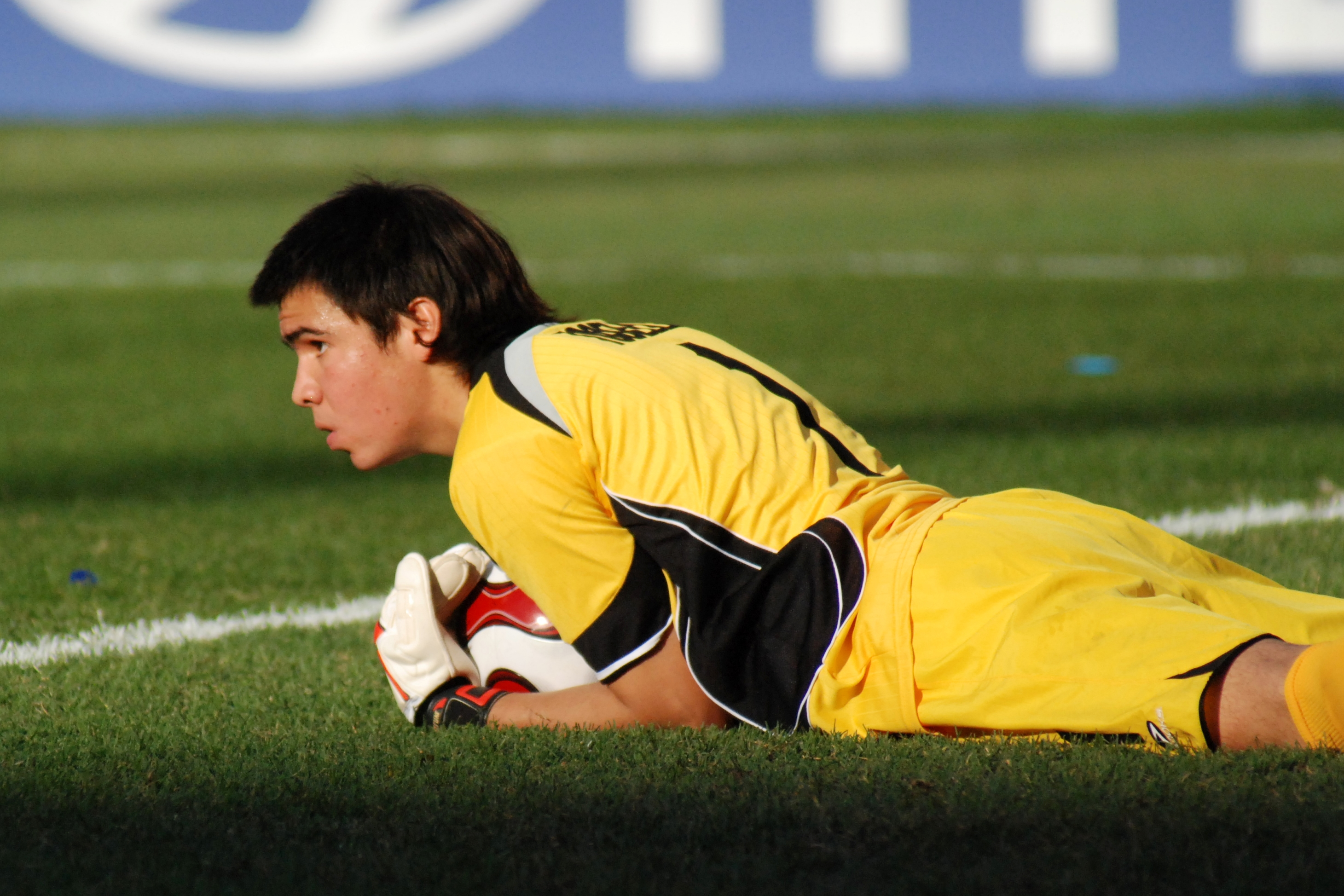
Toselli durante el Mundial Sub-20 de Canadá 2007.

El 27 de diciembre de 2006, fue incluido en la nómina de 20 jugadores del técnico de la selección chilena sub-20, José Sulantay, que disputarían el Sudamericano Sub-20 de 2007 en Paraguay. Fue suplente en los 2 primeros partidos de Chile en el Sudamericano contra Brasil y Paraguay (ambos en derrotas), fue titular para el tercer duelo del Grupo A contra Bolivia tras el bajo nivel del golero de Colo-Colo Richard Leyton, duelo en el cual consiguieron su primer triunfo en el torneo al golear 4-0 a los altiplanicos, para el último duelo del grupo vencieron 4-2 a Perú terminando terceros el grupo A con 6 puntos y tomando el último cupo para el hexagonal final, con el objetivo de clasificarse al mundial de Canadá y los Juegos Olímpicos de Pekín 2008. Comenzaron goleando 5-0 a Colombia y para la segunda fecha del Hexagonal igualaron 2-2 contra Brasil con dos goles de penal de Arturo Vidal, para la 3.ª y 4.ª fecha empataron 0-0 contra Argentina y 1-1 contra Uruguay, para la última fecha perdieron por 2-3 contra Paraguay, pero aun así lograron clasificarse al Mundial Sub-20 de Canadá en la cuarta posición con 6 puntos y mejor diferencia de gol que Paraguay. Fue artífice para la Clasificación de Chile al Mundial Sub-20 de Canadá al jugar 7 de los 9 duelos de Chile en el Sudamericano Sub-20 de 2007, dejando su arco en cero en 3 ocasiones y jugando 630 minutos

#### Mundial Sub-20
Fue convocado por Sulantay para disputar la Copa Mundial de Fútbol Sub-20 de 2007 en Canadá siendo el arquero titular del equipo. Comenzaron goleando 3-0 al anfitrión Canadá y a Congo clasificándose a segunda fase del mundial juvenil, cerraron la fase de grupos empatando 0-0 con Austria finalizando primeros el grupo A con 7 puntos. En los octavos de final se midieron contra Portugal en Edmonton al cual vencieron por la cuenta mínima con solitaria anotación de Arturo Vidal. En los cuartos de final se midieron contra Nigeria en Montreal al cual lograron batir recién en el tiempo extra por 4-0 con anotaciones de Mauricio Isla (2), Jaime Grondona y Mathías Vidangossy. En las semifinales se enfrentaron a Argentina y ahí cayeron por un inapelable 3-0 pero también con un polémico arbitraje del alemán Wolfgang Stark. Tras la derrota, definieron el tercer lugar contra Austria en el Estadio Nacional de Canadá de Toronto venciendo por la cuenta mínima a los austríacos con solitaria anotación de Hans Martínez obteniendo así la medalla de bronce.
Toselli jugó los 7 partidos de Chile en la Copa Mundial de Fútbol Sub-20 de 2007, recibiendo solo 3 goles y dejando su valla invicta en 6 cotejos en los 660 minutos que jugó. En el evento, batió la marca de portería imbatida en competiciones de esta categoría, acumulando 492 minutos, ocho más que los obtenidos por Cláudio Taffarel durante la Copa Mundial de Fútbol Juvenil de 1985. Por su desempeño, Toselli fue nominado por la FIFA para el equipo ideal del evento como uno de los mejores guardamentas de la competición.

#### Torneo Esperanzas de Toulon
Después de sus actuaciones en la selección sub-20, fue nominado al campeonato amistoso Torneo Esperanzas de Toulon en Francia por tres años consecutivos (2008–2010). En 2008, fue nominado por el rosarino Marcelo Bielsa siendo el arquero titular del equipo, empezaron de buena forma al golear 5:3 al anfitrión Francia en su debut por el Grupo A, luego persiguieron con triunfos 2:0 contra Holanda y Japón, finalizando así en el primer lugar del Grupo A con 9 puntos. En semifinales se midieron contra Costa de Marfil al cual vencieron 2:1 con goles de Pedro Morales y Fabián Orellana para llegar a la final de un torneo internacional de fútbol por primera vez desde la Copa América 1987. La final la jugaron contra Italia, la cual perdieron por 0:1 con anotación de Daniel Osvaldo.
En 2009, fue nominado por Ivo Basay para disputar el torneo, comenzaron de gran forma al vencer a Portugal y Catar por 1-0 y 3-0 respectivamente clasificándose para la siguiente fase, en su último duelo del grupo contra Francia, Basay decidió alinear un equipo B y aun así lograron batir a los anfitriones por la cuenta mínima con gol de Gerson Martínez. En las semifinales se enfrentaron a Holanda y con Toselli de titular igualaron 1-1 durante los 80 minutos que duró el duelo, en el quinto penal holandés Toselli le atajó su disparo a Ricky van Wolfswinkel y después en el quinto penal chileno, José Barrera puso el 5-4 final para que Chile se clasificase a la final. En la final se enfrentaron al anfitrión Francia, al cual lograron batir por la cuenta mínima con anotación de Gerson Martínez al minuto 73 para consagrarse campeones del torneo amistoso. Toselli sufrió una grave lesión en el calentamiento previo a la final, pero eso no le impidió estar presente en la alineación titular. Toselli tuvo una destacada actuación durante el desarrollo del torneo en que la selección chilena sub-23 se consagró campeón, jugó 4 de los 5 partidos, recibiendo 1 solo gol en los 320 minutos que jugó y siendo elegido el mejor portero de aquella edición.
En 2010 y por tercer año consecutivo, fue llamado para jugar el Torneo Esperanzas de Toulon, culminaron líderes en el Grupo B con 7 puntos tras golear 4:2 a Catar, 5:0 a Rusia, y empatar 1:1 con Dinamarca. En semifinales se enfrentaron con Costa de Marfil y cayeron por 0:2, en la definición por el tercer lugar perdieron 2:1 contra el local Francia finalizando cuartos en esta edición.

#### Participaciones en Sudamericanos
| Torneo                      | Sede      | Resultado    | Partidos | G.R. | V.I |
| --------------------------- | --------- | ------------ | -------- | ---- | --- |
| Sudamericano Sub-17 de 2005 | Venezuela | Primera fase | 4        | -7   | 2   |
| Sudamericano Sub-20 de 2007 | Paraguay  | Cuarto lugar | 7        | -8   | 3   |
| Total                       | Total     | Total        | 11       | -15  | 5   |

#### Participaciones en Torneo Esperanzas de Toulon
| Torneo                              | Sede    | Resultado    | Partidos | G.R. | V.I |
| ----------------------------------- | ------- | ------------ | -------- | ---- | --- |
| Torneo Esperanzas de Toulon de 2008 | Francia | Subcampeón   | 5        | -5   | 2   |
| Torneo Esperanzas de Toulon de 2009 | Francia | Campeón      | 4        | -1   | 3   |
| Torneo Esperanzas de Toulon de 2010 | Francia | Cuarto lugar | 5        | -7   | 1   |
| Total                               | Total   | Total        | 14       | -13  | 6   |

#### Detalles de partidos
| \| N.º \| Fecha \| Estadio \| Local \| Resultado \| Visitante \| Goles \| Vallas invictas \| DT \| Competición \| \| ----- \| ---------- \| ---------------------------------------------------- \| ------------ \| ----------- \| --------------- \| ----- \| --------------- \| -------------- \| ----------------------------------- \| \| 1 \| 02-04-2005 \| Estadio José Romero, Maracaibo, Venezuela \| Chile \| 1-0 \| Colombia \| 0 \| 1 \| Jorge Aravena \| Sudamericano Sub-17 de 2005 \| \| 2 \| 04-04-2005 \| Estadio José Romero, Maracaibo, Venezuela \| Chile \| 3-0 \| Perú \| 0 \| 2 \| Jorge Aravena \| Sudamericano Sub-17 de 2005 \| \| 3 \| 06-04-2005 \| Estadio José Romero, Maracaibo, Venezuela \| Argentina \| 3-2 \| Chile \| -3 \| -- \| Jorge Aravena \| Sudamericano Sub-17 de 2005 \| \| 4 \| 10-04-2005 \| Estadio José Romero, Maracaibo, Venezuela \| Uruguay \| 4-0 \| Chile \| -4 \| -- \| Jorge Aravena \| Sudamericano Sub-17 de 2005 \| \| 5 \| 11-01-2007 \| Estadio Río Parapití, Pedro Juan Caballero, Paraguay \| Bolivia \| 0-4 \| Chile \| 0 \| 3 \| José Sulantay \| Sudamericano Sub-20 de 2007 \| \| 6 \| 13-01-2007 \| Estadio Río Parapití, Pedro Juan Caballero, Paraguay \| Perú \| 2-4 \| Chile \| -2 \| -- \| José Sulantay \| Sudamericano Sub-20 de 2007 \| \| 7 \| 19-01-2007 \| Estadio Defensores del Chaco, Asunción, Paraguay \| Colombia \| 0-5 \| Chile \| 0 \| 4 \| José Sulantay \| Sudamericano Sub-20 de 2007 \| \| 8 \| 21-01-2007 \| Estadio Feliciano Cáceres, Luque, Paraguay \| Brasil \| 2-2 \| Chile \| -2 \| -- \| José Sulantay \| Sudamericano Sub-20 de 2007 \| \| 9 \| 23-01-2007 \| Estadio Defensores del Chaco, Asunción, Paraguay \| Argentina \| 0-0 \| Chile \| 0 \| 5 \| José Sulantay \| Sudamericano Sub-20 de 2007 \| \| 10 \| 25-01-2007 \| Estadio Defensores del Chaco, Asunción, Paraguay \| Chile \| 1-1 \| Uruguay \| -1 \| -- \| José Sulantay \| Sudamericano Sub-20 de 2007 \| \| 11 \| 28-01-2007 \| Estadio Defensores del Chaco, Asunción, Paraguay \| Chile \| 2-3 \| Paraguay \| -3 \| -- \| José Sulantay \| Sudamericano Sub-20 de 2007 \| \| 12 \| 01-07-2007 \| Estadio Nacional, Toronto, Canadá \| Canadá \| 0-3 \| Chile \| 0 \| 6 \| José Sulantay \| Copa Mundial Sub-20 de 2007 \| \| 13 \| 05-07-2007 \| Estadio de la Mancomunidad, Edmonton Canadá \| Chile \| 3-0 \| Congo \| 0 \| 7 \| José Sulantay \| Copa Mundial Sub-20 de 2007 \| \| 14 \| 08-07-2007 \| Estadio Nacional, Toronto, Canadá \| Chile \| 0-0 \| Austria \| 0 \| 8 \| José Sulantay \| Copa Mundial Sub-20 de 2007 \| \| 15 \| 12-07-2007 \| Estadio Olímpico, Montreal, Canadá \| Chile \| 1-0 \| Portugal \| 0 \| 9 \| José Sulantay \| Copa Mundial Sub-20 de 2007 \| \| 16 \| 15-07-2007 \| Estadio Olímpico, Montreal, Canadá \| Chile \| 4-0 (t. s.) \| Nigeria \| 0 \| 10 \| José Sulantay \| Copa Mundial Sub-20 de 2007 \| \| 17 \| 19-07-2007 \| Estadio Nacional, Toronto, Canadá \| Chile \| 0-3 \| Argentina \| -3 \| -- \| José Sulantay \| Copa Mundial Sub-20 de 2007 \| \| 18 \| 22-07-2007 \| Estadio Nacional, Toronto, Canadá \| Austria \| 0-1 \| Chile \| 0 \| 11 \| José Sulantay \| Copa Mundial Sub-20 de 2007 \| \| 19 \| 20-05-2008 \| Estadio Mayol, Toulon, Francia \| Francia \| 3-5 \| Chile \| -3 \| - \| Marcelo Bielsa \| Torneo Esperanzas de Toulon de 2008 \| \| 20 \| 22-05-2008 \| Estadio Perruc, Hyères, Francia \| Países Bajos \| 0-2 \| Chile \| 0 \| 1 \| Marcelo Bielsa \| Torneo Esperanzas de Toulon de 2008 \| \| 21 \| 24-05-2008 \| Estadio Murat, Solliès-Pont, Francia \| Chile \| 2-0 \| Japón \| 0 \| 2 \| Marcelo Bielsa \| Torneo Esperanzas de Toulon de 2008 \| \| 22 \| 27-05-2008 \| Estadio Mayol, Toulon, Francia \| Chile \| 2-1 \| Costa de Marfil \| -2 \| - \| Marcelo Bielsa \| Torneo Esperanzas de Toulon de 2008 \| \| 23 \| 29-05-2008 \| Estadio Mayol, Toulon, Francia \| Chile \| 0-1 \| Italia \| -1 \| - \| Marcelo Bielsa \| Torneo Esperanzas de Toulon de 2008 \| \| 24 \| 04-06-2009 \| Estadio Mayol, Toulon, Francia \| Portugal \| 0-1 \| Chile \| 0 \| 3 \| Ivo Basay \| Torneo Esperanzas de Toulon de 2009 \| \| 25 \| 06-06-2009 \| Estadio Mayol, Toulon, Francia \| Catar \| 0-3 \| Chile \| 0 \| 4 \| Ivo Basay \| Torneo Esperanzas de Toulon de 2009 \| \| 26 \| 10-06-2009 \| Estadio Mayol, Toulon, Francia \| Chile \| 1-1 5-4p \| Países Bajos \| -1 \| - \| Ivo Basay \| Torneo Esperanzas de Toulon de 2009 \| \| 27 \| 12-06-2009 \| Estadio Mayol, Toulon, Francia \| Francia \| 0-1 \| Chile \| 0 \| 5 \| Ivo Basay \| Torneo Esperanzas de Toulon de 2009 \| \| 28 \| 19-05-2010 \| Estadio Marquet, La Seyne-sur-Mer, Francia \| Chile \| 4-2 \| Catar \| -2 \| - \| César Vaccia \| Torneo Esperanzas de Toulon de 2010 \| \| 29 \| 21-05-2010 \| Estadio Mayol, Toulon, Francia \| Chile \| 5-0 \| Rusia \| 0 \| 6 \| César Vaccia \| Torneo Esperanzas de Toulon de 2010 \| \| 30 \| 23-05-2010 \| Le Grand Stade, Le Lavandou, Francia \| Dinamarca \| 1-1 \| Chile \| -1 \| - \| César Vaccia \| Torneo Esperanzas de Toulon de 2010 \| \| 31 \| 25-05-2010 \| Estadio Mayol, Toulon, Francia \| Chile \| 0-2 \| Costa de Marfil \| -2 \| - \| César Vaccia \| Torneo Esperanzas de Toulon de 2010 \| \| 32 \| 27-05-2010 \| Estadio Mayol, Toulon, Francia \| Francia \| 2-1 \| Chile \| -2 \| - \| César Vaccia \| Torneo Esperanzas de Toulon de 2010 \| \| Total \| \| Presencias \| 32 \| \| Goles \| -32 \| \| \| \| |            |                                                      |              |             |                 |       |                 |                |                                     |
| N.º | Fecha      | Estadio                                              | Local        | Resultado   | Visitante       | Goles | Vallas invictas | DT             | Competición                         |
| 1 | 02-04-2005 | Estadio José Romero, Maracaibo, Venezuela            | Chile        | 1-0         | Colombia        | 0     | 1               | Jorge Aravena  | Sudamericano Sub-17 de 2005         |
| 2 | 04-04-2005 | Estadio José Romero, Maracaibo, Venezuela            | Chile        | 3-0         | Perú            | 0     | 2               | Jorge Aravena  | Sudamericano Sub-17 de 2005         |
| 3 | 06-04-2005 | Estadio José Romero, Maracaibo, Venezuela            | Argentina    | 3-2         | Chile           | -3    | --              | Jorge Aravena  | Sudamericano Sub-17 de 2005         |
| 4 | 10-04-2005 | Estadio José Romero, Maracaibo, Venezuela            | Uruguay      | 4-0         | Chile           | -4    | --              | Jorge Aravena  | Sudamericano Sub-17 de 2005         |
| 5 | 11-01-2007 | Estadio Río Parapití, Pedro Juan Caballero, Paraguay | Bolivia      | 0-4         | Chile           | 0     | 3               | José Sulantay  | Sudamericano Sub-20 de 2007         |
| 6 | 13-01-2007 | Estadio Río Parapití, Pedro Juan Caballero, Paraguay | Perú         | 2-4         | Chile           | -2    | --              | José Sulantay  | Sudamericano Sub-20 de 2007         |
| 7 | 19-01-2007 | Estadio Defensores del Chaco, Asunción, Paraguay     | Colombia     | 0-5         | Chile           | 0     | 4               | José Sulantay  | Sudamericano Sub-20 de 2007         |
| 8 | 21-01-2007 | Estadio Feliciano Cáceres, Luque, Paraguay           | Brasil       | 2-2         | Chile           | -2    | --              | José Sulantay  | Sudamericano Sub-20 de 2007         |
| 9 | 23-01-2007 | Estadio Defensores del Chaco, Asunción, Paraguay     | Argentina    | 0-0         | Chile           | 0     | 5               | José Sulantay  | Sudamericano Sub-20 de 2007         |
| 10 | 25-01-2007 | Estadio Defensores del Chaco, Asunción, Paraguay     | Chile        | 1-1         | Uruguay         | -1    | --              | José Sulantay  | Sudamericano Sub-20 de 2007         |
| 11 | 28-01-2007 | Estadio Defensores del Chaco, Asunción, Paraguay     | Chile        | 2-3         | Paraguay        | -3    | --              | José Sulantay  | Sudamericano Sub-20 de 2007         |
| 12 | 01-07-2007 | Estadio Nacional, Toronto, Canadá                    | Canadá       | 0-3         | Chile           | 0     | 6               | José Sulantay  | Copa Mundial Sub-20 de 2007         |
| 13 | 05-07-2007 | Estadio de la Mancomunidad, Edmonton Canadá          | Chile        | 3-0         | Congo           | 0     | 7               | José Sulantay  | Copa Mundial Sub-20 de 2007         |
| 14 | 08-07-2007 | Estadio Nacional, Toronto, Canadá                    | Chile        | 0-0         | Austria         | 0     | 8               | José Sulantay  | Copa Mundial Sub-20 de 2007         |
| 15 | 12-07-2007 | Estadio Olímpico, Montreal, Canadá                   | Chile        | 1-0         | Portugal        | 0     | 9               | José Sulantay  | Copa Mundial Sub-20 de 2007         |
| 16 | 15-07-2007 | Estadio Olímpico, Montreal, Canadá                   | Chile        | 4-0 (t. s.) | Nigeria         | 0     | 10              | José Sulantay  | Copa Mundial Sub-20 de 2007         |
| 17 | 19-07-2007 | Estadio Nacional, Toronto, Canadá                    | Chile        | 0-3         | Argentina       | -3    | --              | José Sulantay  | Copa Mundial Sub-20 de 2007         |
| 18 | 22-07-2007 | Estadio Nacional, Toronto, Canadá                    | Austria      | 0-1         | Chile           | 0     | 11              | José Sulantay  | Copa Mundial Sub-20 de 2007         |
| 19 | 20-05-2008 | Estadio Mayol, Toulon, Francia                       | Francia      | 3-5         | Chile           | -3    | -               | Marcelo Bielsa | Torneo Esperanzas de Toulon de 2008 |
| 20 | 22-05-2008 | Estadio Perruc, Hyères, Francia                      | Países Bajos | 0-2         | Chile           | 0     | 1               | Marcelo Bielsa | Torneo Esperanzas de Toulon de 2008 |
| 21 | 24-05-2008 | Estadio Murat, Solliès-Pont, Francia                 | Chile        | 2-0         | Japón           | 0     | 2               | Marcelo Bielsa | Torneo Esperanzas de Toulon de 2008 |
| 22 | 27-05-2008 | Estadio Mayol, Toulon, Francia                       | Chile        | 2-1         | Costa de Marfil | -2    | -               | Marcelo Bielsa | Torneo Esperanzas de Toulon de 2008 |
| 23 | 29-05-2008 | Estadio Mayol, Toulon, Francia                       | Chile        | 0-1         | Italia          | -1    | -               | Marcelo Bielsa | Torneo Esperanzas de Toulon de 2008 |
| 24 | 04-06-2009 | Estadio Mayol, Toulon, Francia                       | Portugal     | 0-1         | Chile           | 0     | 3               | Ivo Basay      | Torneo Esperanzas de Toulon de 2009 |
| 25 | 06-06-2009 | Estadio Mayol, Toulon, Francia                       | Catar        | 0-3         | Chile           | 0     | 4               | Ivo Basay      | Torneo Esperanzas de Toulon de 2009 |
| 26 | 10-06-2009 | Estadio Mayol, Toulon, Francia                       | Chile        | 1-1 5-4p    | Países Bajos    | -1    | -               | Ivo Basay      | Torneo Esperanzas de Toulon de 2009 |
| 27 | 12-06-2009 | Estadio Mayol, Toulon, Francia                       | Francia      | 0-1         | Chile           | 0     | 5               | Ivo Basay      | Torneo Esperanzas de Toulon de 2009 |
| 28 | 19-05-2010 | Estadio Marquet, La Seyne-sur-Mer, Francia           | Chile        | 4-2         | Catar           | -2    | -               | César Vaccia   | Torneo Esperanzas de Toulon de 2010 |
| 29 | 21-05-2010 | Estadio Mayol, Toulon, Francia                       | Chile        | 5-0         | Rusia           | 0     | 6               | César Vaccia   | Torneo Esperanzas de Toulon de 2010 |
| 30 | 23-05-2010 | Le Grand Stade, Le Lavandou, Francia                 | Dinamarca    | 1-1         | Chile           | -1    | -               | César Vaccia   | Torneo Esperanzas de Toulon de 2010 |
| 31 | 25-05-2010 | Estadio Mayol, Toulon, Francia                       | Chile        | 0-2         | Costa de Marfil | -2    | -               | César Vaccia   | Torneo Esperanzas de Toulon de 2010 |
| 32 | 27-05-2010 | Estadio Mayol, Toulon, Francia                       | Francia      | 2-1         | Chile           | -2    | -               | César Vaccia   | Torneo Esperanzas de Toulon de 2010 |
| Total |            | Presencias                                           | 32           |             | Goles           | -32   |                 |                |                                     |

### Selección absoluta
Toselli fue convocado en varias ocasiones por Marcelo Bielsa para la selección adulta. Sin embargo, luego de una rotura de ligamentos se vio obligado a estar al margen de las nóminas. Fue convocado para los partidos de Chile contra Perú y Uruguay, correspondientes a las fechas 11 y 12 de las Clasificatorias al mundial 2010 en marzo de 2009 (meses previos a su lesión). El 20 de enero de 2010, con 21 años de edad, hace su debut con la selección adulta en un amistoso como local jugado en el Estadio Francisco Sánchez Rumoroso de Coquimbo contra Panamá (2-1), teniendo una destacada actuación, además siendo el primer partido que jugaba después de 7 meses de recuperación por la grave lesión sufrida en 2009. Durante el 2012 volvió a ser citado por Claudio Borghi a la selección adulta para disputar contra Perú la denominada Copa del Pacífico, cumpliendo una destacada actuación con Chile que ganó la Copa tras ganar 3-1 en Arica y 3-0 en Tacna.
El 22 de enero de 2014 debutó en la Era Sampaoli en un amistoso contra Costa Rica en el Estadio Francisco Sánchez Rumoroso de Coquimbo, al ingresar en el entretiempo por Johnny Herrera volviendo a jugar por la Roja después de casi 2 años. En octubre de 2014, Toselli fue operado debido a una lesión en la rodilla derecha siendo baja mínimo por 6 meses, debido a estos se perdió los primeros llamados para los duelos amistosos de 2015, también no fue considerado para la Copa América 2015 debido a aún no haber jugado partidos oficiales en 2015. Regresó a las nóminas 1 año después de su último llamado para el duelo amistoso contra Paraguay en septiembre del mismo año, siendo el suplente de Johnny Herrera en aquel amistoso. También fue convocado como tercer arquero para la fechas clasificatorias de octubre (contra Brasil y Perú) y noviembre (contra Colombia y Uruguay) del mismo año.
El 1 de junio de 2016, tras los problemas familiares de Claudio Bravo y el bajo rendimiento de Johnny Herrera, Toselli vuelve a tomar los tres palos del arco de La Roja después de 2 años y medio (y volviendo a ser titular después de 4 años) y debuta en la Era Pizzi en un amistoso contra México en el Estadio Qualcomm de San Diego, como preparación para la Copa América Centenario, duelo que La Roja perdió 1-0 tras la anotación de Chicharito Hernández en los minutos finales. 
Su gran año 2016, en el cual obtuvo el doble título local con la UC llevó al entrenador Juan Antonio Pizzi a convocar a Toselli para disputar con la selección la China Cup 2017. Disputó como titular el primer partido de la copa terminando 1:1 frente a Croacia en Nanning. Cabe señalar que Toselli fue la gran figura de la tanda de penales atajando 2 frente al equipo Croata y dejando la serie en 4:1 a favor de Chile. Su brillante actuación frente a Croacia, permitió a Chile disputar la final ante Islandia en el Guangxi Sports Center. Cotejo en el que Chile se proclamó campeón triunfando por la cuenta mínima con anotación de Ángelo Sagal y de manera invicta.
Su última convocatoria por la Selección de Fútbol de Chile se produjo el 8 de junio de 2018 en el empate 2-2 frente a la Selección de Fútbol de Polonia jugado en el Stadion Miejski.

### Mundiales y copas América
El 13 de mayo del mismo año, el entrenador Jorge Sampaoli lo incluyó en la lista preliminar de 30 jugadores para la Copa Mundial de Fútbol de 2014, finalmente fue ingresado en la lista final el 1 de junio. No jugó ningún partido en la cita planetaria, siendo el tercer arquero del equipo que llegó hasta octavos de final siendo eliminado por Brasil en lanzamientos penales.
Fue el tercer arquero de Chile en la Copa América Centenario, torneo que ganaron y se consagraron como Bicampeones de América tras vencer en la final a Argentina por 4-2 en lanzamientos penales.

### Clasificatorias

#### Clasificatorias Brasil 2014
Fue convocado por Claudio Borghi como el tercer arquero de Chile en los partidos clasificatorios de 2011 y 2012 de las Clasificatorias a Brasil 2014. Durante el año 2013 fue nominado en varias oportunidades a la selección chilena dirigida por Jorge Sampaoli, siendo el último llamado para el partido clasificatorio contra Venezuela en septiembre, para ser el suplente de Claudio Bravo. También viajó y participó en el amistoso contra España en Suiza. Estuvo convocado para los partidos de Colombia en Barranquilla y fue premiado con el resto del plantel chileno cuando se obtuvo la clasificación al Mundial de Brasil 2014, en Santiago frente a Ecuador en la última fecha ganando por 2-1 con anotaciones de Alexis Sánchez y Gary Medel. 

#### Clasificatorias Rusia 2018
Meses después en la doble fecha clasificatoria de septiembre del mismo año, luego de que Bravo no asistiera decidiendo adaptarse mejor a su nuevo club Manchester City y la lesión de última hora de Johnny Herrera, Pizzi decidió entregarle el arco de la selección chilena en partidos oficiales por primera vez en su carrera. El arquero de Universidad Católica hizo su debut por Clasificatorias frente a Paraguay en Asunción por la séptima fecha, teniendo un débil partido, teniendo algo de complicidad en el primer gol paraguayo desde fuera del área a los 5' minutos y con un cabezazo en el área 180 segundos después en un partido que finalizó 2:1 a favor de los paraguayos. Luego en la octava fecha contra Bolivia en el Estadio Monumental, y aunque todos pensaban que había hipotecado su titularidad en "La Roja", Pizzi le entregó la confianza necesaria para decidir alinearlo contra los altiplanicos, demostrando solidez bajo los tres palos en la increíble igualdad 0:0 de local contra Bolivia.
Poco después formó parte del plantel de Chile que fue subcampeón de la Copa Confederaciones 2017 donde no disputó partidos. Luego fue convocado para los clasificatorios de agosto/septiembre de 2017 contra Paraguay de local y Bolivia de visita como tercer arquero, que terminó en dos duras derrotas para el combinado nacional por 0:3 contra los paraguayos y 0:1 contra los bolivianos que prácticamente hipotecó su chances de ir al mundial de Rusia. Para la última fecha de clasificatorias cayeron por un claro 3:0 contra Brasil en Sao Paulo, quedando eliminados del mundial, en la última doble fecha clasificatoria Toselli no fue nominado por decisión técnica. En resumen Toselli jugó 2 partidos durante las Clasificatorias Rusia 2018, recibiendo 2 goles en los 180 minutos que jugó, siendo siempre el tercer arquero ya que nunca pudo ganarle el puesto ni a Claudio Bravo ni Johnny Herrera.

#### Participaciones en Copas del Mundo
| Mundial                  | Sede   | Resultado        | PJ | G.R. | V.I |
| ------------------------ | ------ | ---------------- | -- | ---- | --- |
| Copa Mundial Sub-20 2007 | Canadá | Tercer lugar     | 7  | -3   | 6   |
| Copa Mundial 2014        | Brasil | Octavos de final | 0  | 0    | 0   |

#### Participaciones en Clasificatorias a Copas del Mundo
| Eliminatorias                | País      | Resultado   | Posición | Convocado | Partidos | Goles | V.I |
| ---------------------------- | --------- | ----------- | -------- | --------- | -------- | ----- | --- |
| Eliminatorias Sudáfrica 2010 | Sudáfrica | Clasificado | 2° lugar | 4         | 0        | 0     | 0   |
| Eliminatorias Brasil 2014    | Brasil    | Clasificado | 3° lugar | 6         | 0        | 0     | 0   |
| Eliminatorias Rusia 2018     | Rusia     | Eliminado   | 6° lugar | 8         | 2        | -2    | 1   |

#### Participaciones en Copa América
| Copa                    | Sede           | Resultado | Partidos | Goles |
| ----------------------- | -------------- | --------- | -------- | ----- |
| Copa América Centenario | Estados Unidos | Campeón   | 0        | 0     |

#### Participaciones en Copas FIFA Confederaciones
| Copa                           | Sede  | Resultado  | Partidos | Goles |
| ------------------------------ | ----- | ---------- | -------- | ----- |
| Copa FIFA Confederaciones 2017 | Rusia | Subcampeón | 0        | 0     |

#### Participaciones en la China Cup
| Copa           | Sede  | Resultado | Partidos | Goles | V.I |
| -------------- | ----- | --------- | -------- | ----- | --- |
| China Cup 2017 | China | Campeón   | 2        | -1    | 1   |

### Partidos internacionales
Actualizado hasta el 15 de enero de 2017.
| 1     | 20 de enero de 2010     | Estadio Francisco Sánchez Rumoroso, Coquimbo, Chile | Chile      | 2-1      | Panamá     | -1 | - |                        | 1  | Marcelo Bielsa     | Amistoso                     |
| 2     | 21 de marzo de 2012     | Estadio Carlos Dittborn, Arica, Chile               | Chile      | 3-1      | Perú       | -1 | - |                        | 23 | Claudio Borghi     | Copa del Pacífico 2012       |
| 3     | 11 de abril de 2012     | Estadio Jorge Basadre, Tacna, Perú                  | Perú       | 0-3      | Chile      | 0  | 1 |                        | 1  | Claudio Borghi     | Copa del Pacífico 2012       |
| 4     | 22 de enero de 2014     | Estadio Francisco Sánchez Rumoroso, Coquimbo, Chile | Chile      | 4-0      | Costa Rica | 0  | 2 | 46' por Johnny Herrera | 12 | Jorge Sampaoli     | Amistoso                     |
| 5     | 1 de junio de 2016      | Estadio Qualcomm, San Diego, Estados Unidos         | México     | 1-0      | Chile      | -1 | - |                        | 12 | Juan Antonio Pizzi | Amistoso                     |
| 6     | 1 de septiembre de 2016 | Estadio Defensores del Chaco, Asunción, Paraguay    | Paraguay   | 2-1      | Chile      | -2 | - |                        | 1  | Juan Antonio Pizzi | Clasificatorias a Rusia 2018 |
| 7     | 6 de septiembre de 2016 | Estadio Monumental, Santiago, Chile                 | Chile      | 3-0      | Bolivia    | 0  | 3 |                        | 1  | Juan Antonio Pizzi | Clasificatorias a Rusia 2018 |
| 8     | 10 de enero de 2017     | Guangxi Sports Center, Nanning, China               | Chile      | 1-1 4-1p | Croacia    | -1 | - |                        | 1  | Juan Antonio Pizzi | China Cup 2017               |
| 9     | 15 de enero de 2017     | Guangxi Sports Center, Nanning, China               | Islandia   | 0-1      | Chile      | 0  | 4 |                        | 1  | Juan Antonio Pizzi | China Cup 2017               |
| Total |                         |                                                     | Presencias | 9        | Goles      | -6 |   |                        |    |                    |                              |

| Selección chilena | Selección chilena | Selección chilena |
| Año               | Partidos          | Goles             |
| ----------------- | ----------------- | ----------------- |
| 2010              | 1                 | 0                 |
| 2012              | 2                 | 0                 |
| 2014              | 1                 | 0                 |
| 2016              | 3                 | 0                 |
| 2017              | 2                 | 0                 |
| Total             | 9                 | 0                 |

## Estadísticas

### Clubes
Actualizado al último partido disputado el 10 de febrero de 2025.
| Club                          | Div           | Temporada     | Liga  | Liga  | Copas nacionales | Copas nacionales | Torneos internacionales | Torneos internacionales | Total | Total |
| Club                          | Div           | Temporada     | Part. | Goles | Part.            | Goles            | Part.                   | Goles                   | Part. | Goles |
| ----------------------------- | ------------- | ------------- | ----- | ----- | ---------------- | ---------------- | ----------------------- | ----------------------- | ----- | ----- |
| Universidad Católica · Chile  | 1.ª           | 2007          | 1     | 0     | —                | —                | —                       | —                       | 1     | 0     |
| Universidad Católica · Chile  | 1.ª           | 2008          | 6     | -13   | —                | —                | —                       | —                       | 6     | -13   |
| Universidad Católica · Chile  | 1.ª           | 2009          | 15    | -15   | —                | —                | —                       | —                       | 15    | -15   |
| Universidad Católica · Chile  | 1.ª           | 2010          | 7     | -8    | 1                | -4               | —                       | —                       | 8     | -12   |
| Universidad Católica · Chile  | 1.ª           | 2011          | 37    | -42   | 2                | -1               | 8                       | -11                     | 47    | -54   |
| Universidad Católica · Chile  | 1.ª           | 2012          | 36    | -44   | —                | —                | 16                      | -22                     | 52    | -66   |
| Universidad Católica · Chile  | 1.ª           | 2013          | 17    | -19   | 5                | -9               | —                       | —                       | 22    | -28   |
| Universidad Católica · Chile  | 1.ª           | 2013-14       | 36    | -34   | —                | —                | 6                       | -8                      | 42    | -42   |
| Universidad Católica · Chile  | 1.ª           | 2014-15       | 1     | -2    | 1                | -1               | —                       | —                       | 2     | -3    |
| Universidad Católica · Chile  | 1.ª           | 2015-16       | 31    | -42   | 2                | -2               | 4                       | -5                      | 37    | -49   |
| Universidad Católica · Chile  | 1.ª           | 2016-17       | 26    | -36   | 2                | -1               | 8                       | -15                     | 36    | -52   |
| Universidad Católica · Chile  | 1.ª           | 2017          | 15    | -19   | 1                | -4               | —                       | —                       | 16    | -23   |
| Atlas · México                | 1.ª           | 2018-C        | 7     | -14   | 1                | -1               | —                       | —                       | 8     | -15   |
| Atlas · México                | Total club    | Total club    | 7     | -14   | 1                | -1               | 0                       | 0                       | 8     | -15   |
| Everton · Chile               | 1.ª           | 2018          | 15    | -17   | —                | —                | —                       | —                       | 15    | -17   |
| Everton · Chile               | Total club    | Total club    | 15    | -17   | 0                | 0                | 0                       | 0                       | 15    | -17   |
| Universidad Católica · Chile  | 1.ª           | 2019          | 4     | -2    | 3                | -4               | —                       | —                       | 7     | -6    |
| Universidad Católica · Chile  | 1.ª           | 2020          | 1     | -1    | —                | —                | —                       | —                       | 1     | -1    |
| Universidad Católica · Chile  | Total club    | Total club    | 233   | -277  | 17               | -26              | 42                      | -61                     | 292   | -364  |
| Palestino · Chile             | 1.ª           | 2021          | 29    | -44   | 3                | -4               | 8                       | -10                     | 40    | -58   |
| Palestino · Chile             | Total club    | Total club    | 29    | -44   | 3                | -4               | 8                       | -10                     | 40    | -58   |
| Central Córdoba SdE Argentina | 1.ª           | 2022          | 5     | -5    | 14               | -23              | —                       | —                       | 19    | -28   |
| Central Córdoba SdE Argentina | Total club    | Total club    | 5     | -5    | 14               | -23              | 0                       | 0                       | 19    | -28   |
| Universidad de Chile · Chile  | 1.ª           | 2023          | 10    | -16   | 0                | 0                | —                       | —                       | 10    | -16   |
| Universidad de Chile · Chile  | 1.ª           | 2024          | 0     | 0     | 5                | -1               | —                       | —                       | 5     | -1    |
| Universidad de Chile · Chile  | 1.ª           | 2025          | 0     | 0     | 2                | -2               | —                       | —                       | 2     | -2    |
| Universidad de Chile · Chile  | Total club    | Total club    | 10    | -16   | 7                | -3               | 0                       | 0                       | 17    | -19   |
| Total carrera                 | Total carrera | Total carrera | 299   | -373  | 42               | -56              | 50                      | -71                     | 391   | -501  |
| 1. 2. 3.                      |               |               |       |       |                  |                  |                         |                         |       |       |

### Selección
| Selección        | Temporada     | Amistosos | Amistosos | Sudamérica | Sudamérica | Mundial | Mundial | Total | Total |
| Selección        | Temporada     | Part.     | Goles     | Part.      | Goles      | Part.   | Goles   | Part. | Goles |
| ---------------- | ------------- | --------- | --------- | ---------- | ---------- | ------- | ------- | ----- | ----- |
| Sub-17 · Chile   | 2005          | —         | —         | 4          | 7          | —       | —       | 4     | 7     |
| Sub-17 · Chile   | Total         | 0         | 0         | 4          | 7          | 0       | 0       | 4     | 7     |
| Sub-20 · Chile   | 2007          | 6         | 5         | 7          | 8          | 7       | 3       | 20    | 16    |
| Sub-20 · Chile   | Total         | 6         | 5         | 7          | 8          | 7       | 3       | 20    | 16    |
| Sub-23 · Chile   | 2008          | 5         | 5         | —          | —          | —       | —       | 5     | 5     |
| Sub-23 · Chile   | 2009          | 4         | 1         | —          | —          | —       | —       | 4     | 1     |
| Sub-23 · Chile   | 2010          | 5         | 7         | —          | —          | —       | —       | 5     | 7     |
| Sub-23 · Chile   | Total         | 14        | 13        | 0          | 0          | 0       | 0       | 14    | 13    |
| Absoluta · Chile | 2010          | 1         | 1         | —          | —          | —       | —       | 1     | 1     |
| Absoluta · Chile | 2011          | —         | —         | —          | —          | —       | —       | 0     | 0     |
| Absoluta · Chile | 2012          | 2         | 1         | —          | —          | —       | —       | 2     | 1     |
| Absoluta · Chile | 2013          | —         | —         | —          | —          | —       | —       | 0     | 0     |
| Absoluta · Chile | 2014          | 1         | 0         | —          | —          | —       | —       | 1     | 0     |
| Absoluta · Chile | 2015          | —         | —         | —          | —          | —       | —       | 0     | 0     |
| Absoluta · Chile | 2016          | 1         | 1         | 2          | 2          | —       | —       | 3     | 3     |
| Absoluta · Chile | 2017          | 2         | 1         | —          | —          | —       | —       | 2     | 1     |
| Absoluta · Chile | Total         | 7         | 4         | 2          | 2          | 0       | 0       | 9     | 6     |
| Total carrera    | Total carrera | 27        | 22        | 13         | 10         | 7       | 3       | 47    | 42    |
| 1.               |               |           |           |            |            |         |         |       |       |

## Palmarés

### Torneos nacionales
| Título             | Club                 | País  | Temporada |
| ------------------ | -------------------- | ----- | --------- |
| Primera División   | Universidad Católica | Chile | 2010      |
| Copa Chile         | Universidad Católica | Chile | 2011      |
| Primera División   | Universidad Católica | Chile | 2016-C    |
| Supercopa de Chile | Universidad Católica | Chile | 2016      |
| Primera División   | Universidad Católica | Chile | 2016-A    |
| Supercopa de Chile | Universidad Católica | Chile | 2019      |
| Primera División   | Universidad Católica | Chile | 2019      |
| Primera División   | Universidad Católica | Chile | 2020      |
| Copa Chile         | Universidad de Chile | Chile | 2024      |

### Torneos internacionales
| Título                  | Equipo             | Sede           | Edición |
| ----------------------- | ------------------ | -------------- | ------- |
| Copa América Centenario | Selección de Chile | Estados Unidos | 2016    |

### Distinciones individuales
| Distinción                                                      | Año  |
| --------------------------------------------------------------- | ---- |
| Líder de la Juventud - Por El Mercurio                          | 2007 |
| Incluido en el equipo ideal de la Copa Mundial de Fútbol Sub-20 | 2007 |
| Hijo Ilustre de la Ciudad de Antofagasta                        | 2007 |
| Vecino Ilustre Comuna Lo Barnechea                              | 2007 |
| Deportista + BKN                                                | 2007 |
| Mejor arquero Torneo Esperanzas de Toulon                       | 2009 |
| Portero de Oro (Chile)                                          | 2008 |
| Medalla de Bronce en el Mundial Sub-20 de Canadá                | 2008 |
| Mejor Futbolista Profesional, del CPD                           | 2013 |
| Mejor Arquero de Chile, de El Gráfico                           | 2013 |
| Guante de oro de la China Cup                                   | 2017 |